# Aces de Las Vegas
Maillots
Actualités
Les Aces de Las Vegas (en anglais : Las Vegas Aces, « les As de Las Vegas ») sont une franchise de basket-ball féminin de la ville de Las Vegas, membre de la WNBA. L'équipe joue ses matchs à domicile à la Michelob Ultra Arena à côté du Mandalay Bay Resort and Casino, et son siège est à Henderson au Nevada. Les Aces ont remporté la Commissioner’s Cup 2022 et le titre WNBA en 2022 et 2023.
La franchise était tout d'abord établie dans la ville de Salt Lake City sous le nom de Starzz de l’Utah. Elle a déménagé pour le Texas à San Antonio en 2003 en devenant les Silver Stars de San Antonio. Puis, en 2014, la franchise est renommée en Stars de San Antonio. L'équipe déménage à Las Vegas avant la saison 2018. L'équipe fait partie des trois seules franchises WNBA qui n'ont pas d'affiliation avec une équipe NBA, les deux autres sont le Sun du Connecticut et le Storm de Seattle.

## Historique de la franchise

### Starzz de l’Utah (1997-2002)
Le nom originel de Starzz venait d'une contraction entre Stars et Jazz en hommage aux deux franchises masculines ayant marqué la ville de Salt Lake : les Stars de l'Utah (ABA) et le Jazz de l'Utah (NBA).

### Silver Stars de San Antonio (2003-2013)
En juillet, la rookie espagnole Astou Ndour rejoint les Stars, ce qui entraine le départ de Heather Butler. Les Stars se classent troisièmes de la Conférence Ouest avec un bilan de 16 victoires pour 18 défaites en saison régulière.

### Stars de San Antonio (2014-2017)
Début 2014 les « Silver Stars » deviennent les « Stars ».
Les Stars disputent les matchs de la saison WNBA 2015 au Freeman Coliseum, leur habituel AT&T Center étant indisponible cet été-là pour travaux. En juillet 2015, Brittany Hrynko est renvoyée après l'arrivée de Samantha Logic du Dream d'Atlanta. Le 27 juillet, les Stars signent l'ailière française Valériane Ayayi, qui remplace Kalana Greene signée fin juin. Les Stars finissent dernières de la saison régulière remportant le dernier match de la saison pour son unique victoire à l'extérieur, que le Storm n'avait guère envie de remporter à cause du classement pour la loterie de la draft, évitant ainsi d'imiter l'année sans succès à l'extérieur des Mystics de Washington (0-15) en 1998.
Après la retraite de Dan Hughes au terme de la saison WNBA 2016, la manager générale Ruth Riley nomme son ancienne assistante Vickie Johnson entraîneuse principale des Stars. Peu avant le début de la saison, Monique Currie est transférée du Mercury aux Stars contre un second tour de la draft WNBA 2017.
Fin juin, les Stars n'ont que 3 victoires en 15 rencontres dans un contexte marqué par les pertes de Danielle Robinson sur blessure et de Danielle Adams, mais les motifs de satisfaction existent avec l'affirmation de Kayla McBride dont la moyenne de points inscrits est passée de 13,8 à 17,8, mais aussi la bonne adaptation à la WNBA de Moriah Jefferson, meilleure passeuse (4,3) et troisième scoreuse (9,5) parmi les rookies. Pour sa seconde saison, Dearica Hamby dispose d'un temps augmenté de 10 minutes qu'elle utilise pour passer sa moyenne de points de 6,1 à 10,4 et son adresse de 35,4 % à 44,5 %, de même que pour sa quatrième saison la canadienne Kayla Alexander fait passer sa marque de 3,3 à 8,1 avec une adresse montée en flèche de 41,6 % à 58,1 %.
Le 18 juillet 2016 le contrat de 7 jours de Blake Dietrick n'est pas renouvelé et c'est Vicki Baugh qui se voit offrir un contrat de 7 jours. Le 1er septembre , les Stars annoncent la fin de saison de Dearica Hamby pour cause de grossesse après qu'elle a disputé 25 rencontres pour des moyennes de 9,0 points et 5,1 rebonds.
En octobre 2017, la WNBA annonce le départ des Stars du Texas pour rejoindre Las Vegas sous un nom non encore dévoilé, avec Bill Laimbeer comme chef des opérations basket-ball et entraîneur. Rachetée par le groupe MGM Resorts, la franchise jouera ses rencontres à la Michelob Ultra Arena. Avec le premier choix, les Stars draftent Kelsey Plum, prolifique scoreuse en NCAA pour former un trio d'arrières détonnant avec Moriah Jefferson et Kayla McBride. Par ailleurs, la franchise s'est renforcée à l'intérieur avec les jeunes Nia Coffey (cinquième choix de la draft), Isabelle Harrison (du Mercury) et Adut Bulgak (du Liberty) ainsi que les deux brésiliennes expérimentées Clarissa dos Santos (du Sky) et Érika de Souza. Sur le banc, l'ancienne assistante Vickie Johnson remplace le désormais retraité Dan Hughes.

### Aces de Las Vegas (2018-2023)

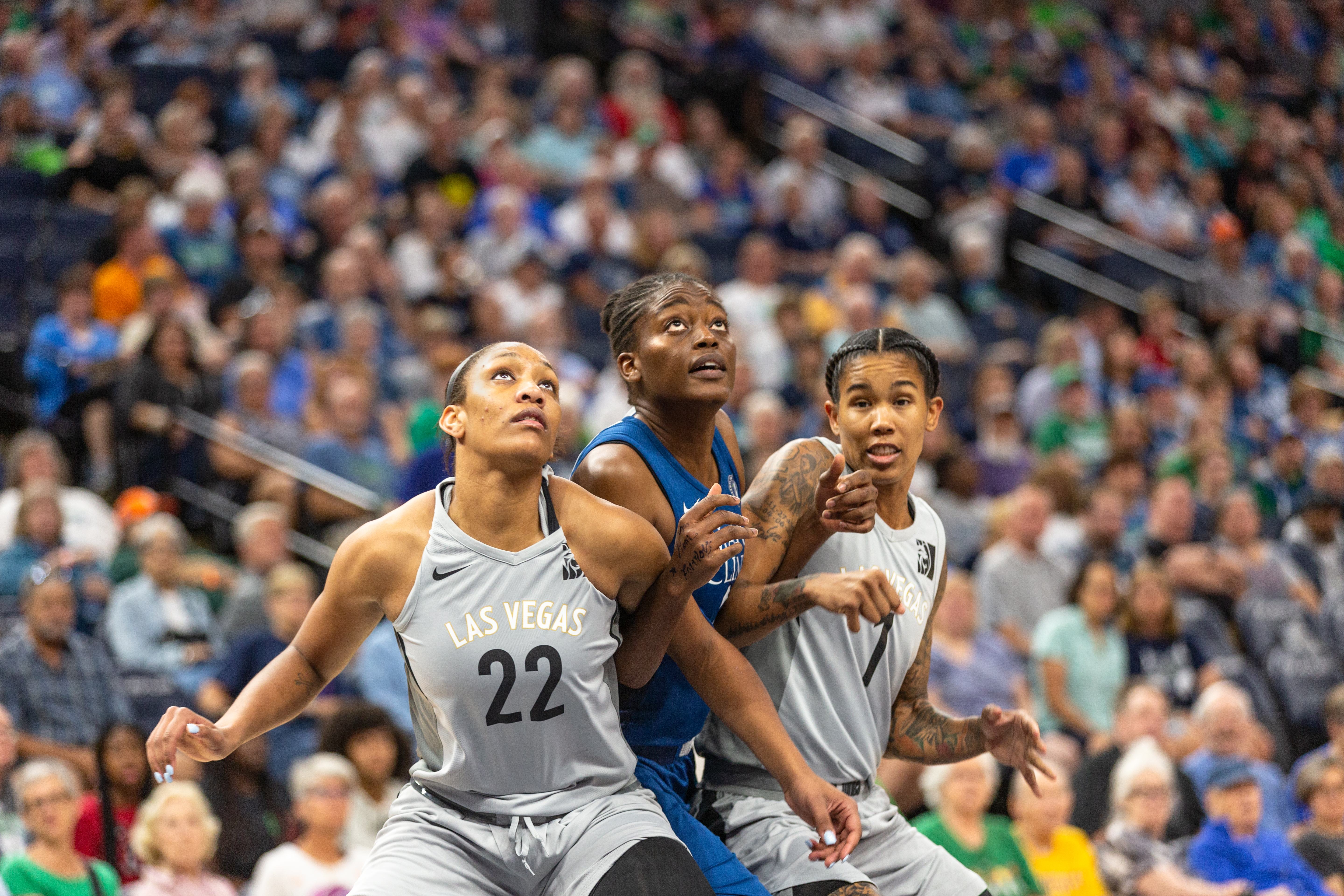
A'ja Wilson 2018.

En juillet 2018, il est annoncé que la franchise accueillera le WNBA All-Star Game 2019. Dès le retour d'Europe de Plum et McBride, Shoni Schimmel et Raigyne Louis sont remerciées. Après quatre défaites, les Aces remportent leur première rencontre le 1er juin face aux Mystics de Washington avec notamment 26 points d'A'ja Wilson. Nia Coffey un temps blessée en juin, son intérim est assuré par Sequoia Holmes.
Avec 14 succès, les Aces remportent six rencontres de plus que la saison précédente. Bill Laimbeer est fier de cette saison : « J'ai dit [à l'équipe] après la rencontre : soyez fières de cette année, c'était une grande année pour les Aces de Las Vegas. Nous avons lancé une franchise. Nous avons combattu et montré qui nous étions individuellement et collectivement. Notre franchise et nos fans qui sont venus nous voir ont vu un grand spectacle sportif (...) Bon, nous n'avons pas disputé les playoffs, mais nous y arriverons l'année prochaine ».
En mai 2019, Liz Cambage rejoint les Aces contre deux joueuses et deux tours de draft.
Les Aces enregistrent un bilan de 24 victoires pour 8 défaites et se qualifient les play-offs mais sont éliminés dès les demi-finales par le Mercury. A’ja Wilson est la meilleure joueuse de l'équipe avec 18,3 points et 9,3 rebonds par rencontre.

## Palmarès, bilan et récompenses

### Palmarès
| Championnat nationale                                                                              | Autres titres                                                                                          |
| - Women's National Basketball Association (2) - Champion : 2022 et 2023 - Finaliste : 2008 et 2020 | - Conférence Ouest (1) - Champion : 2008 - Commissioner's Cup (1) - Champion : 2022 - Finaliste : 2023 |

## Joueuses et personnalités

### Propriétaires
Larry H. Miller (1997–2002)
Miller est le propriétaire de l'équipe Starzz de l'Utah (Starzz fait référence à une ancienne équipe ABA dans le passé, Stars de l'Utah et le double-z du Jazz). Miller a vendu l'équipe à Peter Holt.
Peter Holt (2003–2017)
Holt a transféré l'équipe à San Antonio et l'a renommée deux fois, d'abord sous le nom de Silver Stars San Antonio, puis sous le nom de Stars de San Antonio. En 2017 il vend l'équipe a MGM Resorts International
MGM Resorts International (2017–2021)
MGM a déménagé l'équipe à Las Vegas et la renommée Aces Las Vegas.
Mark Davis (2021–)
Davis a accepté d'acheter les Aces de Las Vegas à MGM Resorts International. L'enregistrement a été approuvé par la WNBA et la NBA le 12 février 2021. En 2023 Tom Brady a acheté une participation minoritaire des Aces Las Vegas auprès du propriétaire majoritaire de l'équipe, Mark Davis.

### Entraîneurs
| Nom             | Début | Fin  | Saisons | Saison régulière | Saison régulière | Saison régulière | Saison régulière | Playoffs | Playoffs | Playoffs | Playoffs |
| Nom             | Début | Fin  | Saisons | V                | D                | PCT              | M                | V        | D        | PCT      | M        |
| --------------- | ----- | ---- | ------- | ---------------- | ---------------- | ---------------- | ---------------- | -------- | -------- | -------- | -------- |
| Denise Taylor   | 1997  | 1998 | 2       | 13               | 34               | .277             | 47               | -        | -        | -        | -        |
| Frank Layden    | 1998  | 1999 | 2       | 4                | 11               | .267             | 15               | -        | -        | -        | -        |
| Fred Williams   | 1999  | 2001 | 3       | 36               | 37               | .493             | 73               | -        | -        | -        | -        |
| Candi Harvey    | 2001  | 2003 | 3       | 40               | 33               | .548             | 73               | 2        | 5        | .286     | 7        |
| Shell Dailey    | 2003  | 2003 | 1       | 6                | 6                | .500             | 12               | -        | -        | -        | -        |
| Dee Brown       | 2003  | 2004 | 1       | 6                | 18               | .250             | 24               | -        | -        | -        | -        |
| Shell Dailey    | 2004  | 2004 | 1       | 3                | 7                | .300             | 10               | -        | -        | -        | -        |
| Dan Hughes      | 2005  | 2010 | 5       | 79               | 91               | .465             | 170              | 7        | 10       | .412     | 17       |
| Sandy Brondello | 2010  | 2010 | 1       | 14               | 20               | .412             | 34               | 0        | 2        | .000     | 2        |
| Dan Hughes      | 2011  | 2016 | 6       | 82               | 122              | .402             | 204              | 1        | 6        | .143     | 7        |
| Vickie Johnson  | 2016  | 2017 | 1       | 8                | 26               | .235             | 34               | -        | -        | -        | -        |
| Bill Laimbeer   | 2017  | 2021 | 4       | 77               | 45               | .631             | 122              | 7        | 11       | .389     | 18       |
| Becky Hammon    | 2021  | -    | 3       | 87               | 29               | .750             | 116              | 19       | 6        | .760     | 25       |

### Joueuses
- Jayne Appel
- Agnieszka Bibrzycka
- Edna Campbell
- Małgorzata Dydek
- Becky Hammon
- Edwige Lawson-Wade
- Ann Wauters
- Sophia Young-Malcolm

### Maillot retiré
- 25 : Becky Hammon (retiré par les Stars le 26 juin 2016[26] puis les Aces le 13 septembre 2021[2])

## Identité du club

### Logotype

Logo des Starzz (1997-2002)
Logo des Silver Stars (2003-2013)
Logo des Stars (2014-2017)
Logo des Aces (2018-2023)
Logo des Aces (depuis 2024)